# Purezza e pericolo
Purezza e pericolo. Un'analisi dei concetti di contaminazione e tabù (Purity and Danger. An Analysis of Concepts of Pollution and Taboo) è un saggio dell'antropologa britannica Mary Douglas, edito per la prima volta nel 1966.

## Descrizione
Si tratta di un fondamentale studio sui concetti di rischio e pericolo relativi a contaminazioni, basato sull'analisi comparata delle religioni e dei sistemi simbolici attraverso l'analisi dei diversi utilizzi del concetto di impurità e pulizia. La tesi di fondo è che queste definizioni simboliche, nella loro diversità formale e intrinseca, sono necessarie alle strutture sociali esistenti praticamente in ogni tipo di società.
Un possibile esempio è il parallelo che è possibile instaurare tra le prescrizioni adottate dalla popolazione dei Lele e i divieti alimentari dell'Antico Testamento. In entrambi i casi non si tratta di semplici prescrizioni igieniche ma, ad un livello più profondo, l'istituzione che definisce ciò che si può accettare e ciò che è inaccettabile, manifestandosi nella forma di un ordinamento morale collettivo, si traduce in un sistema simbolico socialmente riconosciuto che regola il comportamento sociale di un determinato gruppo umano.
Nello specifico, l'antropologa ha dimostrato che le regole rituali ebraiche Casherut non sono né primitive regolazioni per la salute né prove scelte in modo casuale della devozione dell'ebreo a Dio. Tali regolamentazioni servono a sostenere le categorizzazioni simboliche: i cibi proibiti sono quelli "ambigui" che mettono in crisi il sistema delle categorie, in un certo senso al fine di "rinforzare" il sistema stesso. L'esempio più immediato - tra i numerosi forniti dalla studiosa - può essere quello del maiale che, avendo lo zoccolo biforcuto come gli ungulati ma non essendo un ruminante, è difficilmente "catalogabile" all'interno di una strutturazione del cosmo rigorosa e precisa (talora in modo quasi ossessivo), collocandosi in una zona marginale.
In quest'ottica, margine, confine, soglia sono sinonimi di ambiguità, incertezza e quindi di potenziale pericolo.
Allo stesso modo, Douglas afferma che i rituali di purezza incentrati sulla sessualità servono ad affermare la distinzione di genere del corpo umano in accordo alla distinzione sociale. I tabù sono dispositivi atti a proteggere le categorizzazioni, servono ad individuare le ambiguità e le traspongono nell'ambito del sacro.
«Che cos'hanno a che vedere le nostre quotidiane pulizie domestiche con le regole alimentari della tradizione ebraica? O che cosa mai può accomunare la nostra repulsione nei confronti di ciò che è vischioso con i tabù sessuali dei Mae Enga o con il valore simbolico della cottura del cibo presso i bramini dell'India? Apparentemente nulla. Ma non è così secondo Mary Douglas, docente d'Antropologia all'University College di Londra ed esponente di quello strutturalismo antropologico inglese che riconosce il suo ispiratore principale in Evans-Pritchard. [...]».
(dalla Prefazione)

## Edizioni
- Mary Douglas e Guido Ferraro, Purezza e pericolo. Un'analisi dei concetti di contaminazione e tabù, Bologna, il Mulino, 2003, ISBN 88-15-09349-4.
- Mary Douglas, Purezza e pericolo. Un'analisi dei concetti di contaminazione e tabù, traduzione di Alida Vatta, Bologna, il Mulino, 1975-1993 -2014, ISBN 978-88-15-24787-2.